# Gabinete Saraiva I
O Gabinete Saraiva I foi o ministério formado pelo Partido Liberal em 28 de março de 1880 e dissolvido em 21 de janeiro de 1882. Foi chefiado por José Antônio Saraiva, sendo o 24º gabinete do Império do Brasil após o estabelecimento do Decreto n.º 523 de 1847. Foi antecedido pelo Gabinete Sinimbu e sucedido pelo Gabinete Martinho Campos.

## Contexto

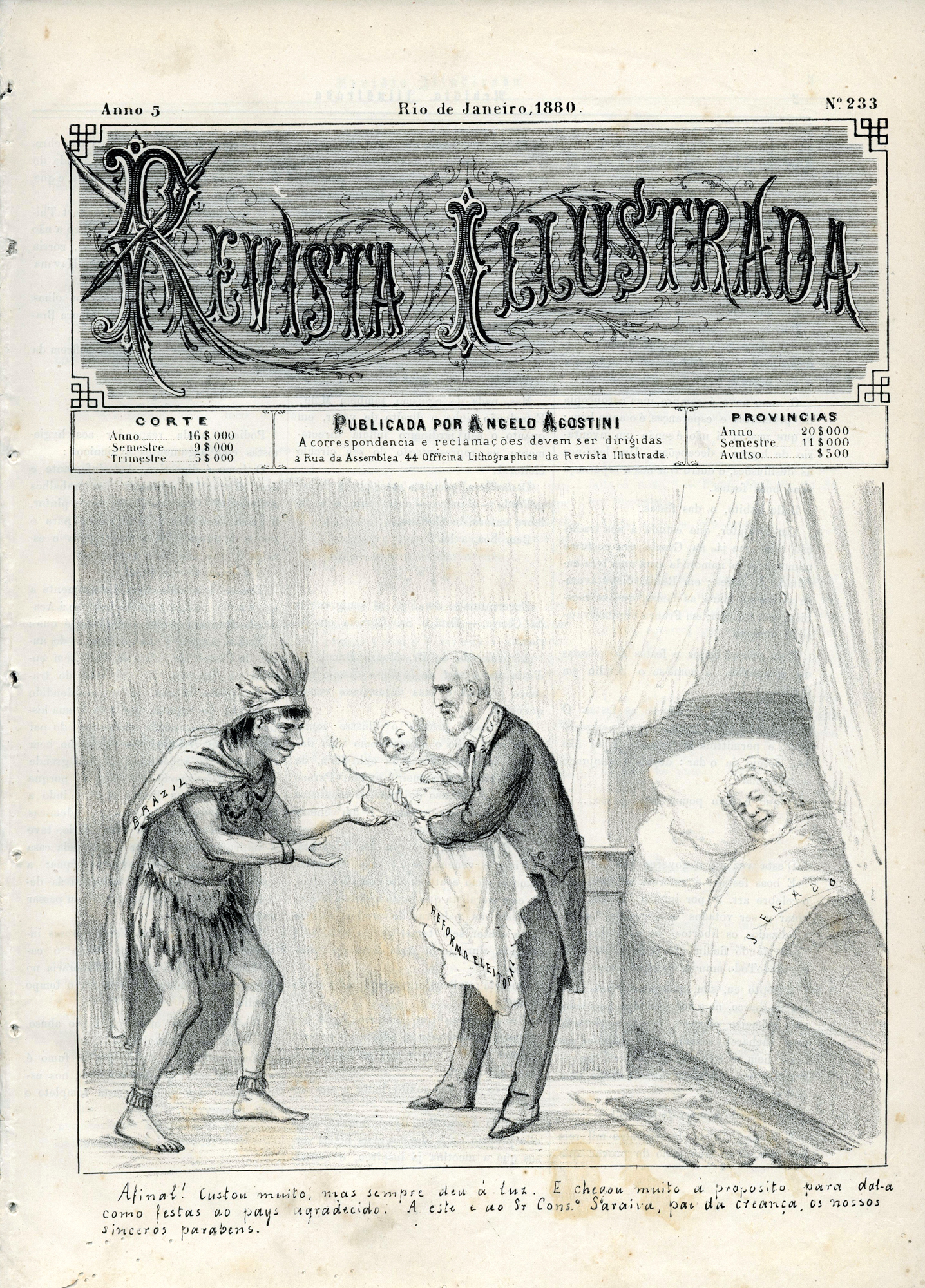
Charge a respeito da gestão Saraiva (Revista Illustrada, 1880).

Segundo Sérgio Buarque de Holanda (2004):
Muito habilidoso, ao oposto de Sinimbu, o Conselheiro Saraiva inaugurou seu governo sob os melhores auspícios. Impunha confiança e respeito, mesmo aos conservadores do Senado, e num tempo em que tanto se falava na corrupção dos homens públicos, em que sua honestidade pessoal parecia antes virtude do que obrigação, tinha em grau eminente essa virtude e fazia praça disso.
Segundo, ainda, José Murilo de Carvalho (2018):
Em 1881, a Câmara dos Deputados aprovou lei que introduzia o voto direto, eliminando o primeiro turno das eleições. Não haveria mais, daí em diante, votantes, haveria apenas eleitores. Ao mesmo tempo, a lei passava para 200 mil-réis a exigência de renda, proibia o voto dos analfabetos e tornava o voto facultativo. A lei foi aprovada por uma Câmara unanimemente liberal, em que não havia um só deputado conservador. [...] Houve um corte de quase 90% do eleitorado. [...] Somente na eleição presidencial de 1945 é que compareceram às urnas 13,4% dos brasileiros, número ligeiramente superior ao de 1872.

## Composição
O gabinete foi composto da seguinte forma:
- Presidente do Conselho de Ministros: José Antônio Saraiva.
- Ministro dos Negócios do Império: Francisco Inácio Marcondes Homem de Melo, Barão de Homem de Melo; substituído interinamente em 3 de novembro por Manuel Pinto de Sousa Dantas.
- Ministro da Justiça: Manuel Pinto de Sousa Dantas.
- Ministro dos Estrangeiros: Pedro Luís Pereira de Sousa; substituído interinamente em 3 de novembro de 1881 por Franklin Américo de Meneses Dória.
- Ministro da Fazenda: José Antônio Saraiva.
- Ministro da Marinha: José Rodrigues de Lima Duarte.
- Ministro da Guerra: José Antônio Correia da Câmara, 2º Visconde de Pelotas; substituído em 15 de maio de 1881 por Franklin Américo de Meneses Dória.
- Ministro da Agricultura, Comércio e Obras Públicas: Manuel Buarque de Macedo; substituído interinamente em 31 de agosto de 1881 por Pedro Luís Pereira de Sousa e em 3 de novembro de 1881 substituído interinamente por José Antônio Saraiva.

## Programa de governo

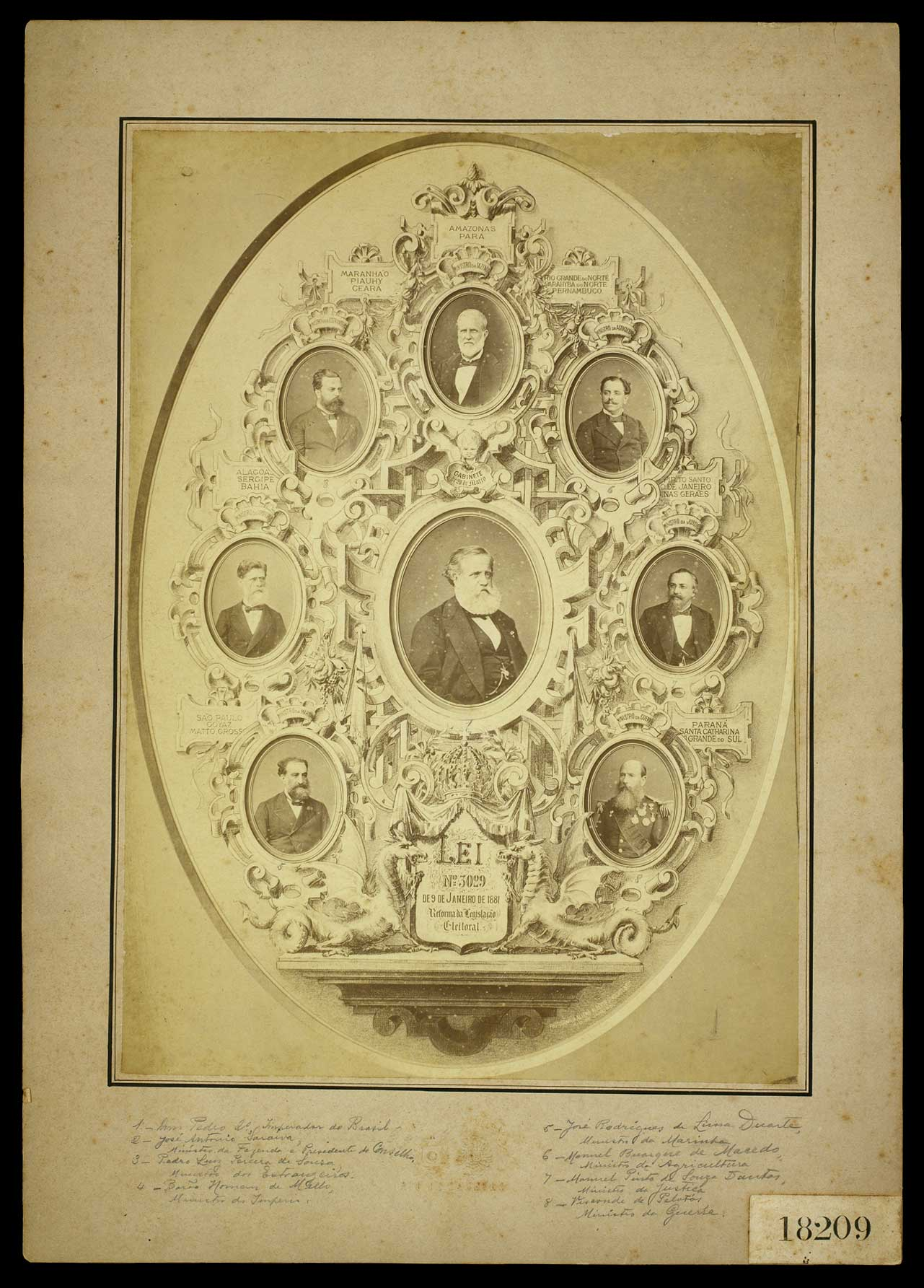
Imagem comemorativa à Lei Saraiva, aprovada pelo Gabinete Saraiva em 1881, feita por Alberto Henschel.

Segundo o Presidente do Conselho de Ministros (1880):
O Partido Liberal inscreveu em seu programa muitas reformas. Os ministérios não tem, e não podem ter, programas largos. Eles devem escolher das reformas do seu partido a mais urgente e envidar esforço para a realizar. A reforma eleitoral nos parece a mais urgente, e será a que ofereceremos à consideração da Câmara nesta sessão extraordinária.
O gabinete apresentou o seguinte programa de governo:
- Reformar o sistema eleitoral, introduzindo o sufrágio direto.

## Legislação aprovada
O gabinete aprovou a seguinte legislação:
- Decreto nº 3.001 de 9 de outubro de 1880: Estabelece os requisitos que devem satisfazer os engenheiros civis, geógrafos, agrimensores e bacharéis formados em matemáticas nacionais ou estrangeiros, para poder exercer emprego ou comissão de nomeação do governo.
- Decreto nº 3.012 de 22 de outubro de 1880: Altera a linha divisória das províncias do Ceará e do Piauí.
- Decreto nº 3.016 de 27 de outubro de 1880: Autoriza o governo a conceder vantagens à empresa que se organizar para arrasamento do morro do Senado e aterro dos pântanos da cidade do Rio de Janeiro.
- Decreto nº 7.690 de 17 de abril de 1880: Reforma o plano das loterias do Estado (vid. o Decreto nº 7.906 de 20 de novembro de 1880 e Decreto nº 7.908 de 22 do mesmo mês e ano).
- Decreto nº 7.695 de·28 de abril de 1880: Altera algumas disposições do regulamento que baixou com o Decreto nº 3.443 de 12 de abril de 1865 expedido para o serviço dos correios do Império.
- Decreto nº 7.727 de 9 de junho de 1880: Promulga o acordo celebrado entre o Brasil e a Itália em 14 de junho de 1879 para o cumprimento das declarações ou sentenças de habilitação ou reconhecimento de herdeiros e legatários, e o protocolo de anexo.
- Decreto nº 7.777 de 21 de julho de 1880: Regula a execução das sentenças estrangeiras na falta de reciprocidade.
- Decreto nº 7.779 de 28 de julho de 1880: Promulga o acordo celebrado entre o Brasil e a Itália para comunicação recíproca de sentenças penais.
- Decreto nº 7.789 de 10 de agosto de 1880: Promulga o acordo celebrado entre o Brasil e a República do Paraguai para a execução das cartas rogatórias.
- Decreto nº 7.844 de 12 de outubro de 1880: Estabelece regras para a reunião de novos termos e criação do foro civil.
- Decreto nº 7.851 de 15 de outubro de 1880: Promulga o acordo celebrado entre o Brasil e a Bolívia para a execução de cartas rogatórias.
- Decreto nº 7.871 de 3 de novembro de 1880: Promulga o acordo celebrado entre o Brasil o a República Argentina para a execução de cartas rogatórias.
- Decreto nº 7.933 de 11 de dezembro de 1880: Aprova o regulamento para a inspeção do serviço da iluminação da cidade do Rio de Janeiro.
- Decreto nº 7.959 de 29 de dezembro de 1880: Aprova as cláusulas que devem regular as concessões de estradas de ferro gerais do Império.
- Decreto nº 7.960 de 29 de dezembro de 1880: Altera as cláusulas do Decreto nº 6.995 do 10 do agosto de 1878 (que estabelecem bases gerais para a concessão das estradas de ferro com fiança ou garantia de juros do Estado).
- Decreto Legislativo nº 3.029 de 9 de janeiro de 1881: Lei Saraiva, reformando a legislação eleitoral (vid. Decreto nº 7.981 de 29 de janeiro de 1881 mandando observar as instruções para o primeiro alistamento dos eleitores a que se tem de proceder em virtude da Lei nº 3.029 de 9 de janeiro de 1881).
- Decreto nº 7.991 de 5 de fevereiro de 1881: Altera diversas disposições relativas aos exames gerais de preparatórios.
- Decreto nº 8.010 de 26 de fevereiro de 1881: Altera algumas disposições do Decreto nº 1.774 de 2 de junho de 1856 (que deu regulamento para a Casa de Detenção da Corte).
- Decreto nº 8.024 de 12 de março de 1881: Manda executar o regulamento para os exames das faculdades de Medicina.
- Decreto nº 8.025 de 16 de março de 1881: Manda executar o novo regulamento para a Escola Normal do município da Corte.
- Decreto nº 8.051 de 24 de março de 1881: Altera o regulamento do Imperial Colégio de Pedro II.
- Decreto nº 8.067 de 17 de abril de 1881: Determina o modo por que devem ser feitas e averbadas a declaração de fuga e apreensão dos escravos.
- Decreto nº 8.121 de 28 de maio de 1881: Promulga a declaração entre o Brasil e Portugal para a proteção das marcas de fábrica e de comércio.
- Decreto nº 8.128 de 11 de junho de 1881: Promulga a declaração entre o Brasil e a Dinamarca para a proteção das marcas de fábrica e de comércio.
- Decreto nº 8.152 de 25 de junho de 1881: Manda executar o regulamento para o Imperial Observatório do Rio de Janeiro.
- Decreto nº 8.205 de 30 de junho de 1881: Altera algumas disposições dos regulamentos das escolas militar da Corte e de infantaria e cavalaria da Província do Rio Grande do Sul.
- Decreto nº 8.206 de 30 de julho de 1881: Aprova o plano de organização do batalhão de engenheiros.
- Decreto nº 8.213 de 13 de agosto de 1881: Regula a execução da Lei nº 3.029 de 9 de janeiro de 1881, que reformou a legislação eleitoral (vid. o Decreto nº 8.308 de 17 de novembro de 1881).
- Decreto nº 8.226 de 20 de agosto de 1881: Dá estatutos ao Conservatório de Música.
- Decreto nº 8.227 de 24 de agosto de 1881: Estabelece os casos em que os professores e substitutos do Imperial Colégio de Pedro II se devem reunir em congregação, e dando outras providências.
- Decreto nº 8.256 de 10 de setembro de 1881: Promulga o convênio celebrado entre o Brasil e Portugal, em 11 de fevereiro de 1881, para a permutação de fundos por via do correio e sua conversão em vales.
- Decreto nº 8.259 de 24 de setembro de 1881: Concede isenção de direitos de importação e expediente às máquinas e outros objetos para o serviço da indústria, agricultura e navegação.
- Decreto nº 8.277 de 15 de outubro de 1881: Manda observar provisoriamente instruções relativas ao serviço sanitário.
- Decreto nº 8.296 de 29 de outubro de 1881: Promulga o tratado de extradição de criminosos entre o Brasil e os Países Baixos.
- Decreto nº 8.336 de 17 de dezembro de 1881: Estabelece na Corte uma biblioteca do Exército.
- Decreto nº 8.337 de 17 de dezembro de 1881: Aprova o regulamento que reorganizou o corpo de bombeiros.
- Decreto nº 8.338 de 17 de dezembro de 1881: Manda observar o regulamento para a execução da Lei nº 876 de 10 de setembro de 1856 (que autorizou o governo a incorporar companhias para pesca, salga e seca de peixe no litoral e rios do Império).
- Decreto nº 8.341 de 17 de dezembro de 1881: Anexa à secretaria de Estado dos Negócios do Império do Brasil os serviços da extinta Diretoria Geral de Estatística.
- Decreto nº 8.354 de 24 de dezembro de 1881: Dá novo regulamento à repartição dos telégrafos.
- Decreto nº 8.557 de 24 de dezembro de 1881: Aprova o regulamento para as concessões de engenhos centrais, com garantia de juros ou fiança do Estado.
- Decreto nº 8.375 de 14 de janeiro de 1882: Dá providências sobre a estatística.
- Decreto nº 8.386 de 14 de janeiro de 1882: Dá novo regulamento para a Casa de Correção da Corte.
- Decreto nº 8.386 A de 17 de janeiro de 1882: Altera o regulamento do Colégio Naval, promulgado por Decreto nº 7.160 de 8 de fevereiro de 1879.
- Decreto nº 8.387 de 19 de janeiro de 1882: Manda observar o regulamento para o serviço da saúde pública.